# 李彩華 (商人)
李彩華（1957年—）
，香港海鮮業聯合總會主席，及香港仔漁業海鮮商會副主席。
李彩華為香港漁業界人士，經常為有關漁業的新聞接受香港傳媒訪問，因2005年高登討論區「李彩華著白色小背心」而廣被網民認識。